# Aeroportul Ceres
Aeroportul Ceres (IATA: CRR, ICAO: SANW) este un aeroport din Provincia Santa Fe, Argentina ce deservește zona Ceres⁠(d). A fost numit după zona deservită.
Situat la o altitudine de 87 m, aeroportul dispune de o singură pistă.